# Schweizer Hitparade
Die Schweizer Hitparade ist eine wöchentliche Erhebung der meistverkauften aktuellen Musiktitel der Schweiz. Aktuell besteht die Hitparade aus Singles (Top 100), Alben (Top 100) und Compilations (Top 20).

## Geschichte
Am 2. Januar 1968 wurde zum ersten Mal die Schweizer Single-Hitparade veröffentlicht und auf Schweizer Radio DRS (heute Teil von SRF) ausgestrahlt. Zu diesem Zeitpunkt beschränkte man sich noch auf die Top 10. Der Untertitel der Hitparade lautete in der Anfangszeit und den 1970er Jahren «Bestseller auf dem Plattenteller». Mit steigenden Verkaufszahlen und der Verbesserung der Ermittlungsmethoden wuchs die Hitparade auf 100 Plätze an, wegen der nachlassenden Bedeutung des Singlesmarktes und deutlich sinkender Umsatzzahlen ging man 2010 wieder auf eine Single-Top-75 zurück. Im Oktober 2016 wurde die Liste wieder auf 100 Positionen erweitert.

### Single-Hitparadenplätze im Laufe der Jahre
- 2. Januar 1968 bis 26. März 1976: Top 10
- 2. April 1976 bis 30. Oktober 1983: Top 15
- 6. November 1983 bis 12. Januar 1992: Top 30
- 19. Januar 1992 bis 19. Dezember 1993: Top 40 (Alben bereits ab 13. Mai 1990)
- 26. Dezember 1993 bis 12. Dezember 1999: Top 50
- 19. Dezember 1999 bis 20. Dezember 2009: Top 100
- 3. Januar 2010 bis 2. Oktober 2016: Top 75
- seit 9. Oktober 2016: Top 100

Die Album-Charts kamen in der Schweiz erst am 6. November 1983 dazu, zusammen mit dem Start von DRS 3 (heute Radio SRF 3). Seit dieser Zeit wurde die Schweizer Hitparade jeden Sonntag auf DRS 3 beziehungsweise Radio SRF 3 ausgestrahlt.
Die Compilation-Charts wurden am 25. Dezember 1983 mit einer Top 5 gestartet, zwischenzeitlich besass diese Hitliste 40, später wieder 25 Plätze. Seit dem 3. Januar 2010 bestehen diese Charts aus 20 Kompilationen.

## Erhebung der Hitparade und Veröffentlichung
Die Schweizer Hitparade basiert auf Verkaufszahlen, vergleichbar mit den UK Top 40 und den Ö3 Austria Top 40. Gewertet werden alle Verkäufe aus dem Schweizer Tonträgerhandel und den verkauften Download-Dateien der grössten Internetportale des Landes. Seit der Einführung der digitalen Musikverkäufe Mitte der 2000er hat deren Bedeutung stetig zugenommen. In der Schweiz sind seitdem die CD-Singles fast vollständig verschwunden, während bei Alben im Jahr 2010 mit einem Anteil von 86 % weiterhin die CD dominierte.
Seit der Ausgabe vom 6. Juli 2014 fliesst in die Singlecharts auch das Musikstreaming mit ein. Gewertet werden sowohl sogenannte Premium-Streams, die direkt meist im Abonnement von den Kunden der Anbieter bezahlt werden, als auch werbefinanzierte Streams. Für die Musikhörer sind diese kostenlos, die Einnahmen für Musik- und Streaminganbieter werden durch vorgeschaltete Werbung erzielt. In den USA war bereits 2013 eine vergleichbare Methodik eingeführt worden, in Deutschland und Österreich wurde früher im Jahr die Chartermittlung um Premium-, aber nicht um werbefinanzierte Streams erweitert. Streaming machte im ersten Quartal 2014 etwa 12 % des Schweizer Musikmarkts aus. Als anfängliche Quote wurde festgelegt, dass 178 Streamingabrufe einem Downloadverkauf entsprechen, um die Wertschöpfung der unterschiedlichen Arten des Musikkonsums abzubilden.
Die Hitparade in der Schweiz wird durch GfK Entertainment ermittelt im Auftrag von IFPI Schweiz. Ausgestrahlt wird sie jeden Sonntag, 12.00–16.00 Uhr bei Radio SRF 3 (Singles Top 30 und erste Plätze der Album-Charts). Im Anschluss an die Sendung werden die Charts im Internet auf der Website hitparade.ch (Singles Top 100 direkt nach der Sendung, Alben Top 100 und Compilations Top 20 am darauffolgenden Mittwoch) und in der Gratis-Tageszeitung 20 Minuten (Singles und Alben Top 20) publiziert.

## Moderation
Am 2. Januar 1968 präsentierte Christoph Schwegler die erste Hitparade auf Schweizer Radio DRS. Thomas Gloor moderierte am 31. Oktober 1983 die letzte Hitparade auf DRS 1, und Jasmin Kienast und Ernst Buchmüller waren am 6. November 1983 die ersten Hitparadenmoderatoren auf DRS 3. Der erste Schweizer Chartsmoderator mit dem Label «Mr. Hitparade» war Gabriel Felder.
Am Sonntag, 6. Januar 2008, sendete DRS 3 die «40 Jahre Hitparade Jubiläumssendung» mit Patrick Hässig als Moderator und vielen ehemaligen Hitparadenmoderatoren (Christoph Schwegler, Gabriel Felder, Mario Torriani, Sven Epiney) als Gäste. Am 16. Dezember 2012 änderte Schweizer Radio DRS seinen Namen, nachdem Radio und Fernsehen am 1. Januar 2011 im Unternehmen SRF (Schweizer Radio und Fernsehen) vereinigt worden waren, und die offizielle Schweizer Hitparade wird auf dem Kanal Radio SRF 3 ausgestrahlt.
- 1968: Christoph Schwegler
- 1969: Alexander Felix
- 1970 bis 1974: Jürg Marquard
- 1974 bis 1980: alternierend: Urs Padel, Georges Pilloud, Ruedi Kaspar, Paul Burkhalter, Roger Thiriet
- 1981 bis 1983: alternierend: Martin Eggenschwyler, Peter Hammann, Thomas Gloor, Rainer Luginbühl, Peter Miles
- 1983 bis 1987: alternierend: Jasmin Kienast, Ernst Buchmüller
- 1988 bis 1991: alternierend: Ueli Schmezer, Däni Schindler, Harry Heusser
- 1991 bis 1994: Matthias Erb
- 1995 bis 1996: Gabriel Felder
- 1997 bis 1999: Jean-Luc Wicki
- 1999 bis 2000: Mario Torriani
- 2000 bis 2001: Sven Epiney
- 2002 bis 2004: Simon Steuri
- 2005 bis 2008: Patrick Hässig
- 2008 bis 2012: Nik Thomi
- 2012 bis 2022: Michel Birri
- ab 2022: Joel Grolimund

### Vertretungsmoderatoren
- 1998 bis 2002: Mona Vetsch
- 2002 bis 2003: alternierend: Sven Epiney, Mona Vetsch, Mario Torriani
- 2003 bis 2007: Michael Zezzi
- 2007 bis 2008: Nik Thomi
- 2008 bis 2012: Michael Zezzi
- 2012 bis 2013: Christina Lang
- 2013 bis 2019: alternierend: Tina Nägeli, Fabio Nay
- 2020 bis 2021: Julian Thorner
- 2022 bis 2023: Dario Cantieni
- Seit 2023: Stephanie Brändle

## Station Voices
- 1998 bis 2000: Amerikanischer Sprecher und Mario Torriani
- 2000 bis 2002: Amerikanischer Sprecher, Karin Müller und Sven Epiney
- 2002 bis 2008: Sabine Renz
- 2008 bis 2019: Paul Wiedehage
- 2012 bis 2013: François Mürner
- seit 2013: Tamara Steffen und Pablo Vögtli